# Kazimierz Wierzyński

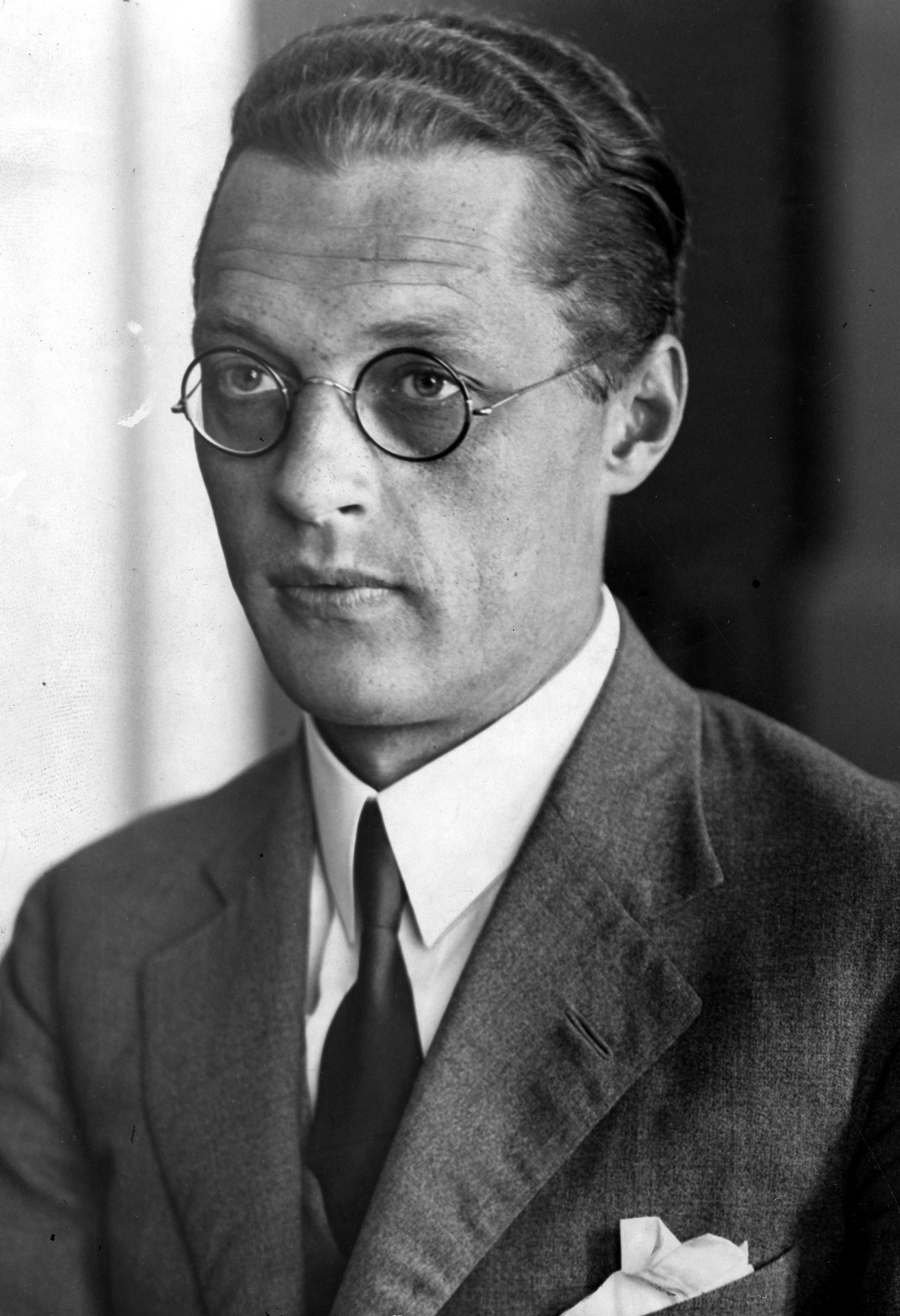
Kazimierz Wierzyński, przed 1939

Kazimierz Wierzyński (ur. 27 sierpnia 1894 w Drohobyczu, zm. 13 lutego 1969 w Londynie) – polski poeta, prozaik, eseista. Zdobywca złotego medalu w konkursie literackim IX Letnich Igrzysk Olimpijskich w Amsterdamie w 1928.

## Życiorys
Syn Andrzeja Wirstleina-Wierzyńskiego (1853–1944) i Felicji z Dunin-Wąsowiczów (1852–1944). Jego bratem był Hieronim Wierzyński, sprawozdawca sportowy. Uczęszczał do szkół w Drohobyczu i Chyrowie. Po awansie ojca rodzina przeniosła się do Stryja, gdzie Kazimierz spędzał kolejne młode lata życia, uczęszczał do gimnazjum klasycznego, w którym w 1912 uzyskał maturę. W tym samym roku został zapisany (jeszcze pod nazwiskiem Wirstlein) na Uniwersytet Jagielloński. Przez rok studiował na tamtejszym Wydziale Filozoficznym polonistykę, romanistykę i filozofię, a przez rok następny – na uniwersytecie w Wiedniu – slawistykę, filozofię i germanistykę. Brał wówczas udział w ruchu niepodległościowym jako członek Polskich Drużyn Strzeleckich i organizacji młodzieżowej Zarzewie. Debiutował w 1913 wierszem Hej, kiedyż, kiedyż w drohobyckiej jednodniówce 1863.
Po wybuchu I wojny światowej wstąpił do polskiej ochotniczej formacji wojskowej Legion Wschodni (dowodzonej przez generała Józefa Hallera), a po jej rozwiązaniu wcielony został do armii austriackiej. Jego oddziałem macierzystym był 77 pułk piechoty. Na stopień chorążego rezerwy piechoty został mianowany ze starszeństwem z 1 sierpnia 1915. W bitwie pod Kraśnikiem (7 lipca 1915) cały jego oddział dostał się do niewoli rosyjskiej. Trafił do obozu w Riazaniu przeznaczonego dla jeńców austriackich słowiańskiego pochodzenia. Przebywając tam nauczył się języka rosyjskiego i poznawał literaturę rosyjską. Poznał tam Tadeusza Remera, któremu zadedykował kilka wierszy. Z obozu zbiegł w styczniu 1918 i pod panieńskim nazwiskiem matki (Wąsowicz) ukrywał się w Kijowie, gdzie wstąpił do tajnej Polskiej Organizacji Wojskowej (KN-3); jesienią 1918 przedostał się do Warszawy.
W Warszawie szybko wszedł w samo centrum życia literackiego jako współpracownik pisma młodzieży akademickiej „Pro Arte et Studio” (wydawanego 1916–1919), uczestnik wieczorów w kawiarni poetów Pod Picadorem (istniejącej od 29 listopada 1918 do marca 1919 w Warszawie – początkowo przy ul. Nowy Świat, a następnie w podziemiach Hotelu Europejskiego), a wreszcie jako współtwórca grupy poetyckiej Skamander (wraz z Antonim Słonimskim, Julianem Tuwimem, Janem Lechoniem i Jarosławem Iwaszkiewiczem).
W czasie wojny polsko-bolszewickiej 1919–1921 był oficerem do spraw propagandy, pracując w biurze prasowym Naczelnego Dowództwa (1920) i redagując Bibliotekę Żołnierza Polskiego oraz czasopisma: w Równem tygodnik „Ukraińskie Słowo”, a w Kijowie „Dziennik Kijowski”. 21 grudnia 1920 został zatwierdzony z dniem 1 kwietnia 1920 w stopniu porucznika w piechocie, w grupie oficerów byłej armii austro-węgierskiej. 8 stycznia 1924 został zatwierdzony w stopniu porucznika ze starszeństwem z 1 czerwca 1919 i 2782. lokatą w korpusie oficerów rezerwy piechoty. Posiadał wówczas przydział w rezerwie do 71 pułku piechoty w Ostrowi Mazowieckiej.

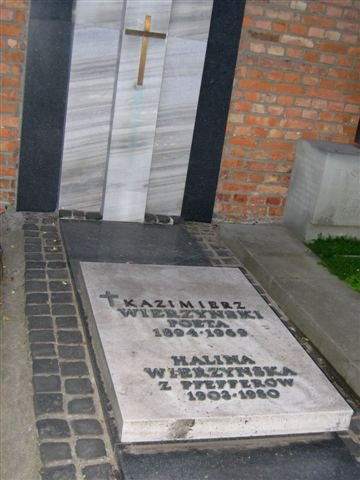
Nagrobek Kazimierza Wierzyńskiego na cmentarzu Powązkowskim, Warszawa, 8 lipca 2006 r.

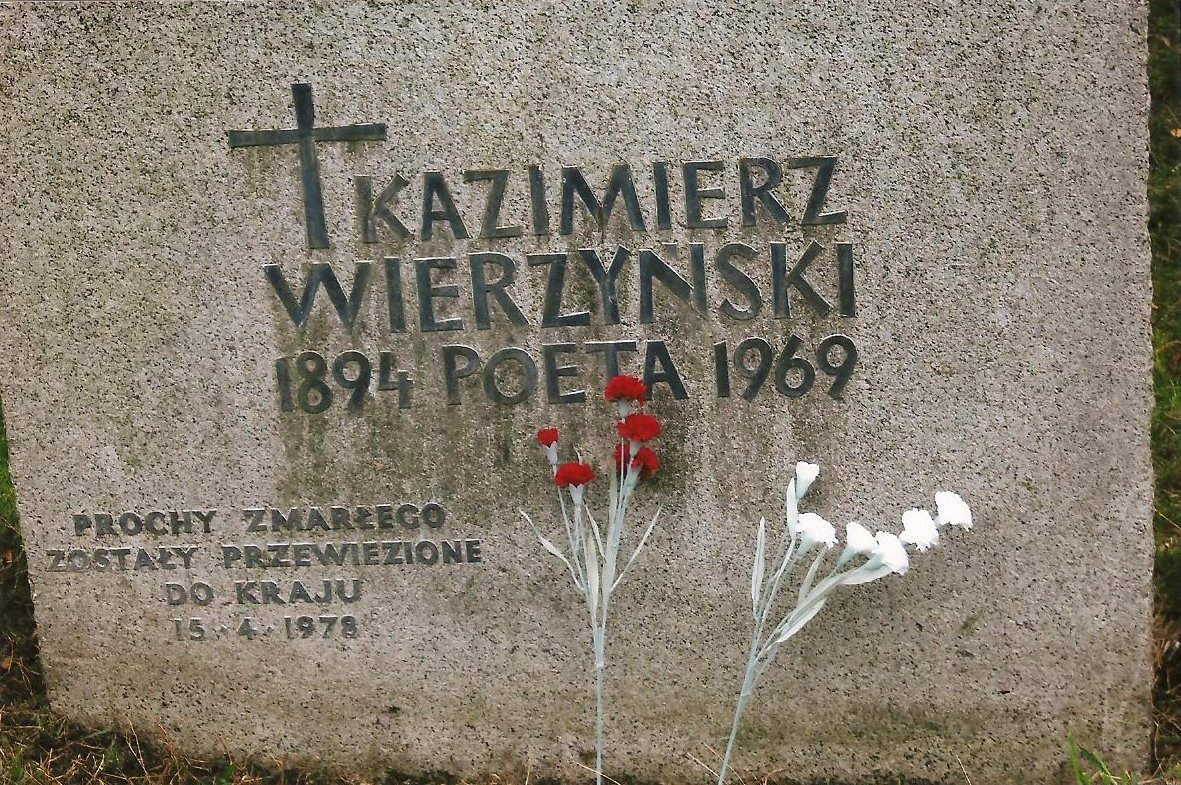
Nagrobek na Hampstead Cemetery

Po zakończeniu działań wojennych przebywał krótko w Szwajcarii i we Francji, po czym osiadł na stałe w Warszawie, gdzie mieszkał przez cały okres międzywojenny. W 1923 ożenił się z aktorką Bronisławą Kojałłowicz.
Był stałym współpracownikiem miesięcznika „Skamander”, „Wiadomości Literackich” (od 1924), recenzentem literackim i teatralnym „Gazety Polskiej” (od 1930), redagował „Przegląd Sportowy” (10 lipca 1926 – 5 grudnia 1931) oraz tygodnik „Kultura” (1931–1932). W tym okresie wyróżniony został m.in. nagrodą literacką Polskiego Towarzystwa Wydawców (1925). W 1928 otrzymał złoty medal w konkursie literackim IX Olimpiady w Amsterdamie za tom poezji Laur olimpijski. 21 grudnia 1936 został uhonorowany Państwową Nagrodą Literacką Ministra Wyznań Religijnych i Oświecenia Publicznego za rok 1936. W styczniu 1938 roku został członkiem Polskiej Akademii Literatury.
We wrześniu 1939 ewakuowany wraz z zespołem redakcyjnym „Gazety Polskiej” do Lwowa, następnie przedostał się do Francji, a po jej klęsce przybył w 1941 przez Portugalię i Brazylię do Stanów Zjednoczonych. W 1943 był założycielem i członkiem komitetu redakcyjnego „Tygodnika Polskiego” w Nowym Jorku. Nieprzejednany wobec podporządkowania Polski ZSRR w konsekwencji postanowień konferencji jałtańskiej, po zakończeniu II wojny światowej pozostał na uchodźstwie. Przez te 20 lat mieszkał głównie w Sag Harbor, małej osadzie rybackiej na wschodnim krańcu wyspy Long Island. Współpracował z londyńskimi „Wiadomościami”, redagowanymi przez Mieczysława Grydzewskiego (1945–1957), publikował w emigracyjnych wydawnictwach londyńskich i paryskim Instytucie Literackim (Biblioteka „Kultury”), współpracował z Radiem Wolna Europa.
W 1964 wrócił do Europy, osiedlając się początkowo w Rzymie, a następnie w Londynie, gdzie zmarł 13 lutego 1969 wieczorem w szpitalu St. George’s. Kilka godzin przed śmiercią zakończył pracę nad ostatnim zbiorem swych wierszy – Sen mara.
Jego prochy sprowadzone zostały do Polski (z Hampstead Cemetery, gdzie znajduje się tablica nagrobkowa) i 15 kwietnia 1978 złożone na Starych Powązkach w Warszawie (aleja zasłużonych-1-124).

## Ordery i odznaczenia
- Krzyż Oficerski Orderu Odrodzenia Polski (8 listopada 1930)[17]
- Złoty Krzyż Zasługi (7 listopada 1929)[18]
- Złoty Wawrzyn Akademicki (5 listopada 1935)[19]

7 czerwca 1937 Komitet Krzyża i Medalu Niepodległości odrzucił wniosek o nadanie mu tego odznaczenia „z powodu braku pracy niepodległościowej”.

## Twórczość
Debiutował w 1912 roku (wierszem Niech żyje życie na łamach poznańskiego pisma Organizacji Młodzieży Narodowej "Brzask", nr 12, s. 458), ale właściwym debiutem był tomik Wiosna i wino (1919), który dzięki radosnej i entuzjastycznej tonacji lirycznych wyznań autora zdobył mu popularność i rozgłos i stał się kamieniem węgielnym jego późniejszej sławy. Nastrój entuzjazmu i radości dominował także w kolejnym zbiorze wierszy Wierzyńskiego – Wróble na dachu (1921), ale później zaczął przygasać, a jego miejsce zajęła głęboka refleksja nad złożonością natury życia i świata (zbiory wierszy: Wielka Niedźwiedzica (1923; z cyklem wierszy wojennych z lat 1914–1918), Pamiętnik miłości (1925), Rozmowa z puszczą (1929)). W kolejnych tomach wierszy Wierzyński przedstawił katastroficzną wizję współczesnej cywilizacji (poematy i wiersze ekspresjonistyczne w Pieśniach fanatycznych (1929) i Gorzkim urodzaju (1933)). Na tym tle odrębnym zjawiskiem był Laur olimpijski (1927; poetycka projekcja przeżyć i emocji sportowych, za którą Wierzyński otrzymał złoty medal w olimpijskim konkursie sztuki i literatury w Amsterdamie w 1928 roku).
Książką, którą sam Wierzyński uznał za „dzieło swojego życia” była Wolność tragiczna (1936) – zbiór poematów w stylu romantycznym, których bohaterem jest marszałek Piłsudski, a myślą przewodnią pytanie z niepokojem o przyszłość niedawno odzyskanej, a już ponownie zagrożonej wolności Polski. Kolejny tom Kurhany (1938) złożony był już w całości z wierszy inspirowanych przez romantyczne reminiscencje artystyczno-literackie, dało się w nim odczuć zapowiedź nadciągającej „burzy dziejowej”. Okres przedwojennej twórczości Wierzyńskiego zamknął wiersz Wstążka z „Warszawianki”, wydrukowany 3 września 1939 w ostatnim numerze „Wiadomości Literackich”.
W latach wojennych poeta w swoich wierszach dodawał ducha żołnierzom polskim, zagrzewał do walki o wolność ojczyzny i ocalenie wartości humanistycznych. Tragizm sytuacji i zmagań wojennych, a także rozczarowań i zawodów Wierzyński zawarł w tomach o symbolicznych i znamiennych tytułach: Ziemia-Wilczyca (1941 – z poematem Barbakan warszawski z 1940 r.), Róża Wiatrów (1942) oraz wydane już po wojnie Krzyże i miecze (1946). Koniec i wynik wojny zaznaczyły się wyraźnym piętnem w zaangażowanych politycznie aktualnych wierszach poety, na co wpływ miał również jego dramat osobisty: w czasie okupacji i powstania warszawskiego Wierzyński utracił prawie połowę swojej rodziny (m.in. w 1943 na Majdanku zginął jego brat, Hieronim Wierzyński, dziennikarz i publicysta, a w 1944 zginął jego przyrodni brat Bronisław, inżynier oraz zmarli rodzice poety). W 1945 napisał pełen wstrząsającego bólu wiersz Na rozwiązanie Armii Krajowej. Podźwignął się z tej rozpaczy za sprawą muzyki, pisząc książkę o Chopinie Życie Chopina (wydanie angielskie 1949 z przedmową Artura Rubinsteina, wydanie polskie 1953).
Nowym rozdziałem w twórczości lirycznej Wierzyńskiego, wyrazem odnalezienia sensu własnego życia i twórczości były tomy poezji Korzec maku (1951), Siedem podków (1954), Tkanka ziemi (1960), Kufer na plecach (1964) i Sen mara (1969). Odbiegał od nich tonacją publicystyczną i pamfletowym ujęciem rzeczywistości polskiej Czarny polonez (1968).
Kazimierz Wierzyński wypowiadał się również w prozie; ogłosił m.in. dwa tomy opowiadań o tematyce zaczerpniętej z wydarzeń obu wojen światowych – Granice świata (1933) i Pobojowisko (1944), wybór recenzji i felietonów teatralnych W garderobie duchów (1938), szkic odczytowy Współczesna literatura polska na emigracji (1943), książkę Moja prywatna Ameryka (1966 – obraz przyrody, historii i mieszkańców tego kontynentu) oraz Cygańskim wozem. Miasta, ludzie, książki (1966 – zbiór esejów o charakterze wspomnieniowym i literackim).
Dzieła poety przetłumaczono na główne języki europejskie, zwłaszcza Laur olimpijski i Życie Chopina oraz m.in. wybór wierszy w przekładzie angielskim (1959). Roman Jakobson tak wypowiedział się o twórczości Wierzyńskiego:

[...] szczególnie lubię lirykę Kazimierza Wierzyńskiego. Jego poezję publicystyczną uważam za słabszą. Bliska jest mi natomiast jego liryka, radosna w młodości, a w ostatnim okresie życia tragiczna. Zgadzam się tutaj z Nitschem, który powiedział mi kiedyś, że dla niego Wierzyński jest największym poetą polskim naszego stulecia.

## Upamiętnienie
Kazimierz Wierzyński stał się bohaterem piosenki Jacka Kaczmarskiego pod tytułem Kazimierz Wierzyński.
Kazimierz Wierzyński jest patronem ulic w: Bielsku-Białej, Ciechanowie, Częstochowie, Jastrzębiu-Zdroju, Krakowie, Legnicy, Nowej Soli, Opolu, Raciborzu, Radomsku, Stargardzie, Szczecinie, Toruniu, Wrocławiu, Warszawie oraz szkoły podstawowej w Krakowie.
Od 2014 Stowarzyszenie Dziennikarzy Polskich przyznaje Nagrodę im. Kazimierza Wierzyńskiego za dziennikarstwo sportowe.
W 2020 ukazała się biografia poety – Wierzyński. Sens ponad klęską Wojciecha Wencla.
Uchwałą Sejmu RP IX kadencji z 28 lipca 2023 zdecydowano o ustanowieniu roku 2024 „Rokiem Kazimierza Wierzyńskiego”.

## Twórczość opublikowana

### Poezja
- Wiosna i wino, Warszawa 1919
- Wróble na dachu, Warszawa 1921
- Wielka Niedźwiedzica, Warszawa 1923
- Pamiętnik miłości, Warszawa 1925
- Laur olimpijski, Warszawa 1927
- Pieśni fanatyczne, Warszawa 1929
- Rozmowa z puszczą, Warszawa 1929
- Gorzki urodzaj, Warszawa 1933
- Wolność tragiczna, Warszawa 1936
- Kurhany, Warszawa 1938
- Barbakan warszawski, Nicea 1940
- Ziemia-Wilczyca, Londyn 1941
- Róża wiatrów, Nowy Jork 1942
- Ballada o Churchillu, Nowy Jork 1944
- Podzwonne za kaprala Szczapę, Nowy Jork 1945
- Krzyże i miecze, Londyn 1946
- Korzec maku, Londyn 1951
- Siedem podków, Nowy Jork 1954
- Tkanka ziemi, Paryż 1960
- Kufer na plecach, Paryż 1964
- Czarny polonez, Paryż 1968
- Sen mara, Paryż 1969

### Proza
- Granice świata. Opowiadania, Warszawa 1933
- W garderobie duchów. Wrażenia teatralne, Lwów, Warszawa 1938
- O Bolesławie Leśmianie. Mowa wygłoszona na uroczystym zebraniu Polskiej Akademii Literatury, Warszawa 1939
- Współczesna literatura polska na emigracji (odczyt), Nowy Jork 1943
- Pobojowisko, Nowy Jork 1944
- Życie Chopina, Nowy Jork 1953
- Cygańskim wozem. Miasta, ludzie, książki, Londyn 1966
- Moja prywatna Ameryka, Londyn 1966